# Юнацька збірна Греції з футболу (U-19)
Юнацька збірна Греції з футболу до 19 років (грец. Εθνική Νέων Ελλάδος) — національна футбольна збірна Греції гравців віком до 19 років, яка підпорядкована Федерації футболу Греції і представляє збірну на Юнацькому чемпіонаті Європи.

## Юнацький чемпіонат Європи з футболу (U-19)
| Рік    | Позиція  |
| ------ | -------- |
| 2005   | 6-те     |
| 2007   |          |
| 2008   | 7-ме     |
| 2011   | 6-те     |
| 2012   |          |
| 2015   | Півфінал |
| 2023   | 7-ме     |
| Всього | 7        |